# Linton-on-Ouse

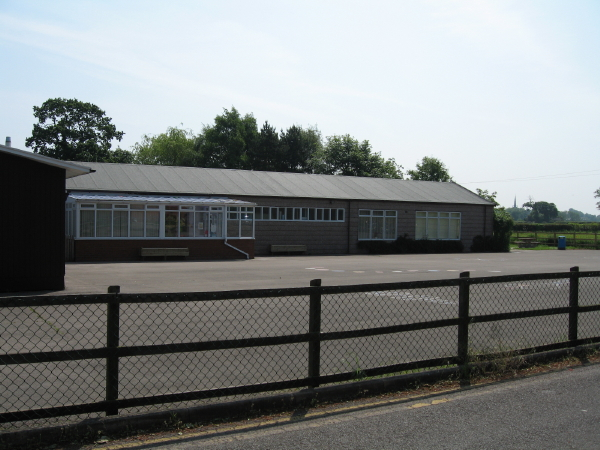
Escola em Linton-on-Ouse

Linton-on-Ouse é uma vila e freguesia no distrito de Hambleton em North Yorkshire, Inglaterra, cerca de oito milhas de York.
Desde 1937 Linton-on-Ouse tem sido o lar de uma base aérea, Força Aérea Real de Linton-on-Ouse. Desde 1957 o papel principal da base foi treinamento de pilotos.